# Rhodamnia
Rhodamnia ist eine Pflanzengattung innerhalb der Familie der Myrtengewächse (Myrtaceae). Die etwa 42 Arten kommen im tropischen Asien, Neuguinea, Australien und Neukaledonien vor.

## Beschreibung

### Erscheinungsbild und Blätter
Rhodamnia-Arten wachsen als immergrüne, Sträucher oder kleine Bäume. Die gegenständig an den Zweigen angeordneten Laubblätter sind in Blattstiel und Blattspreite gegliedert. Die einfachen Blattspreiten besitzen von der Spreitenbasis ausgehend einen Haupt- sowie zwei Seitennerven oder drei Hauptnerven und davon ausgehend viele mehr oder weniger transversale Seitennerven. Die Blattunterseite ist meist weiß bereift oder wollig behaart und die Blattoberseite ist kahl.

### Blütenstände und Blüten
Die Blüten stehen zu mehreren in den Blattachseln oder in seitenständigen, zymösen oder traubigen Blütenständen zusammen. Die kleinen Deckblätter (Brakteolen) fallen früh ab.
Die zwittrigen Blüten sind radiärsymmetrisch und meist vierzählig mit doppelter Blütenhülle; nur die Art Rhodamnia andromedoides auf Neukaledonien ist fünfzählig. Der halbkugelige Blütenbecher (Hypanthium) ist mit dem Fruchtknoten verwachsen. Die vier freien Kelchblätter sind haltbar. Die vier freien Kronblätter sind verkehrt-eiförmig bis mehr oder weniger kreisförmig und länger als die Kelchblätter. Die zahlreichen in vielen Kreisen angeordneten Staubblätter sind in der Blütenknospe eingekrümmt. Die Staubbeutel öffnen sich mit longitudinalen Schlitzen. Der unterständige Fruchtknoten ist einkammerig und die vielen Samenanlagen sind zwei parietalen Plazentationen angeordnet. Der schlanke, linealische Griffel endet in einer schildförmigen (peltaten) oder kopfigen Narbe.

### Früchte und Samen
Die relativ kleinen, kugelförmige Beeren besitzen an ihrem oberen Ende die haltbaren Kelchblätter und enthalten wenige Samen. Die mehr oder weniger kugelförmigen bis nierenförmigen Samen besitzen eine harte Samenschale und enthalten einen hufeisenförmigen Embryo mit langem Hypocotyl und zwei kurzen Keimblättern (Kotyledonen).

## Systematik und Verbreitung
Die Gattung Rhodamnia wurde 1822 durch William Jack in Malayan Miscellanies, Volume 2 (7), S. 48 aufgestellt. Typusart ist Rhodamnia cinerea Jack. Synonyme für Rhodamnia Jack sind Monoxora Wight und Opanea Raf. Die letzte Revision der Gattung Rhodamnia erfolgte in A. J. Scott: A revision of Rhodamnia (Myrtaceae), In: Kew Bulletin, Volume 33, Issue 3, 1979, S. 429–433.
Die Gattung Rhodamnia gehört zur Tribus Myrteae in der Unterfamilie Myrtoideae innerhalb der Familie Myrtaceae.
Das Verbreitungsgebiet der Gattung Rhodamnia umfasst mit dem tropischen Asien, Neuguinea, Australien (mit etwa 19 Arten, davon 18 nur dort) und Neukaledonien die Florengebiete Malesien und Melanasien. Ein Schwerpunkt der Artenvielfalt ist mit etwa 18 Arten Queensland.

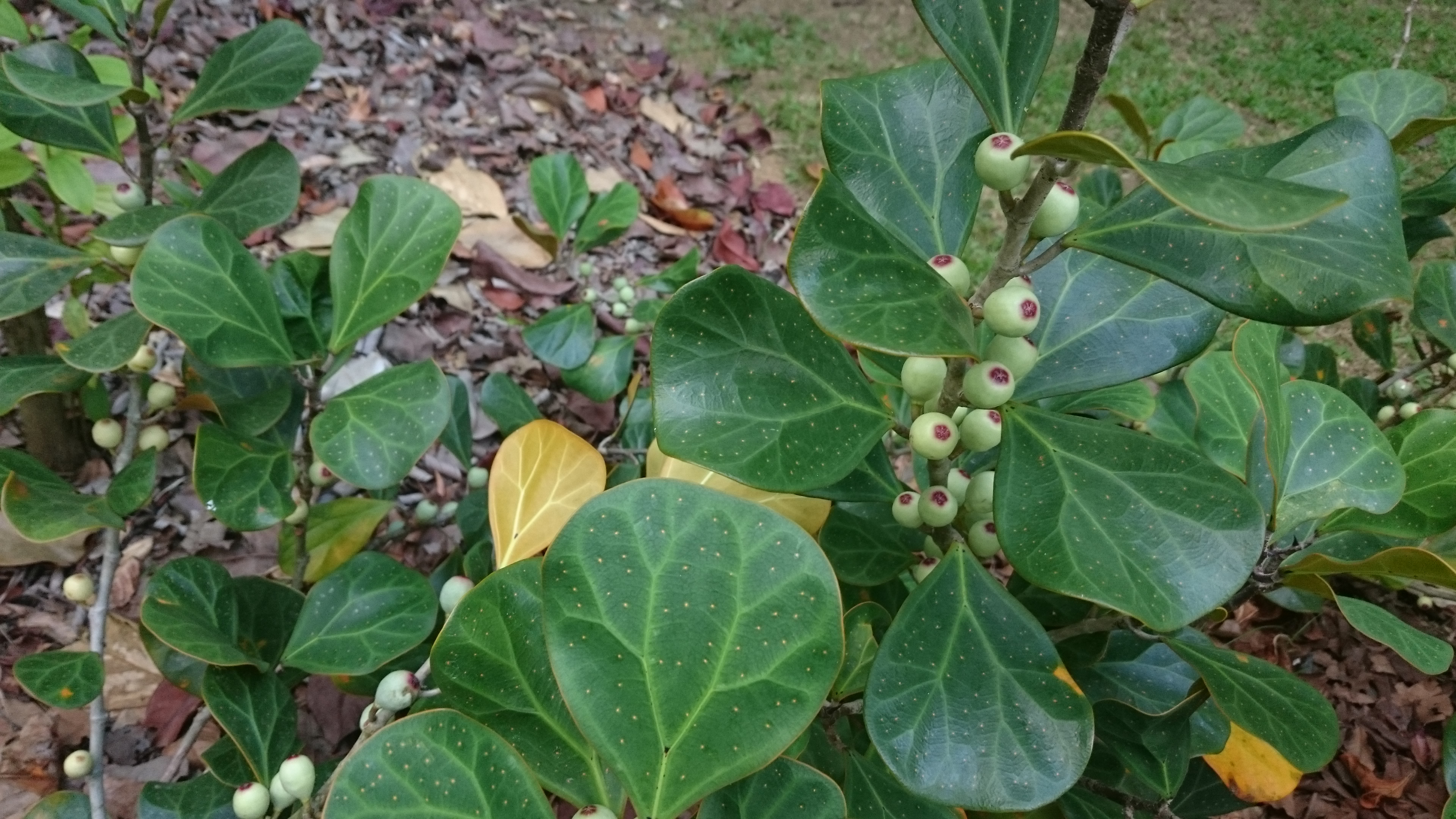
Rhodamnia cinerea

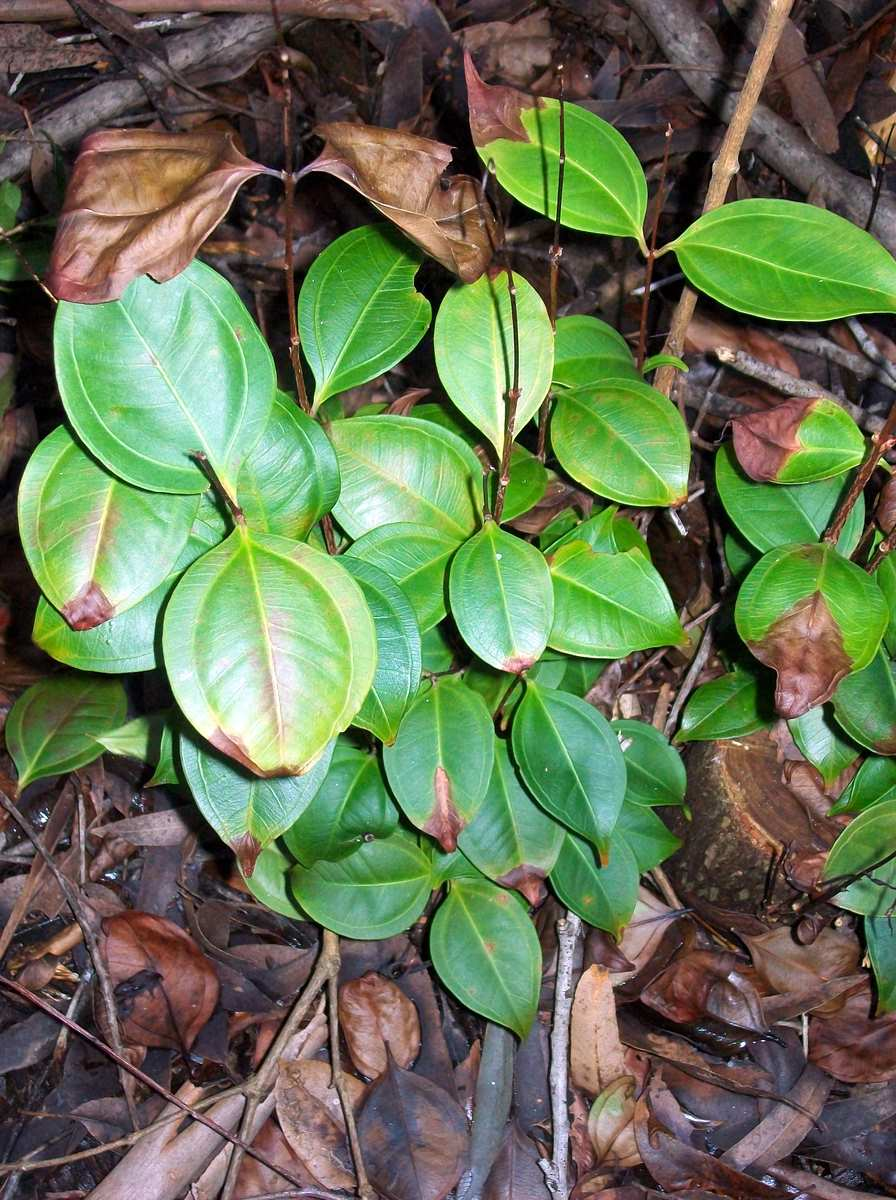
Gegenständige Laubblätter von Rhodamnia maideniana; die drei Hauptnerven sind gut zu erkennen.

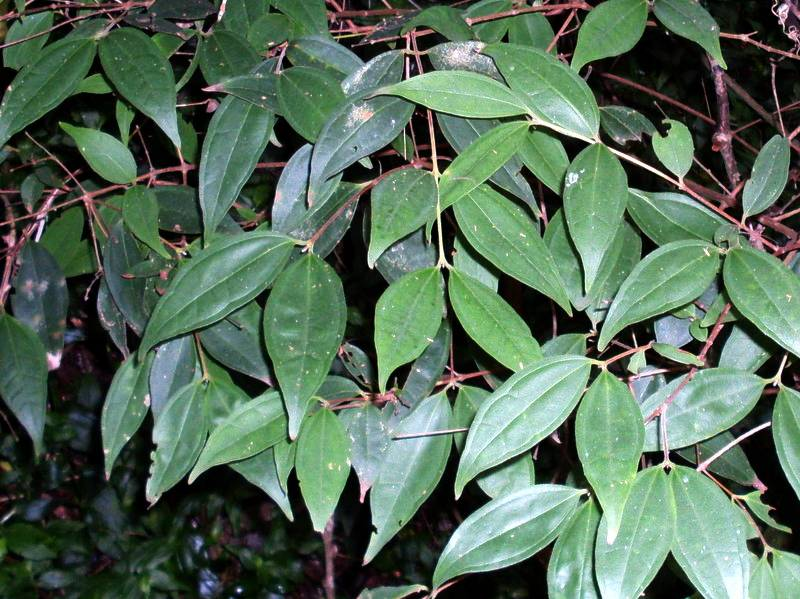
Gegenständige Laubblätter von Rhodamnia rubescens

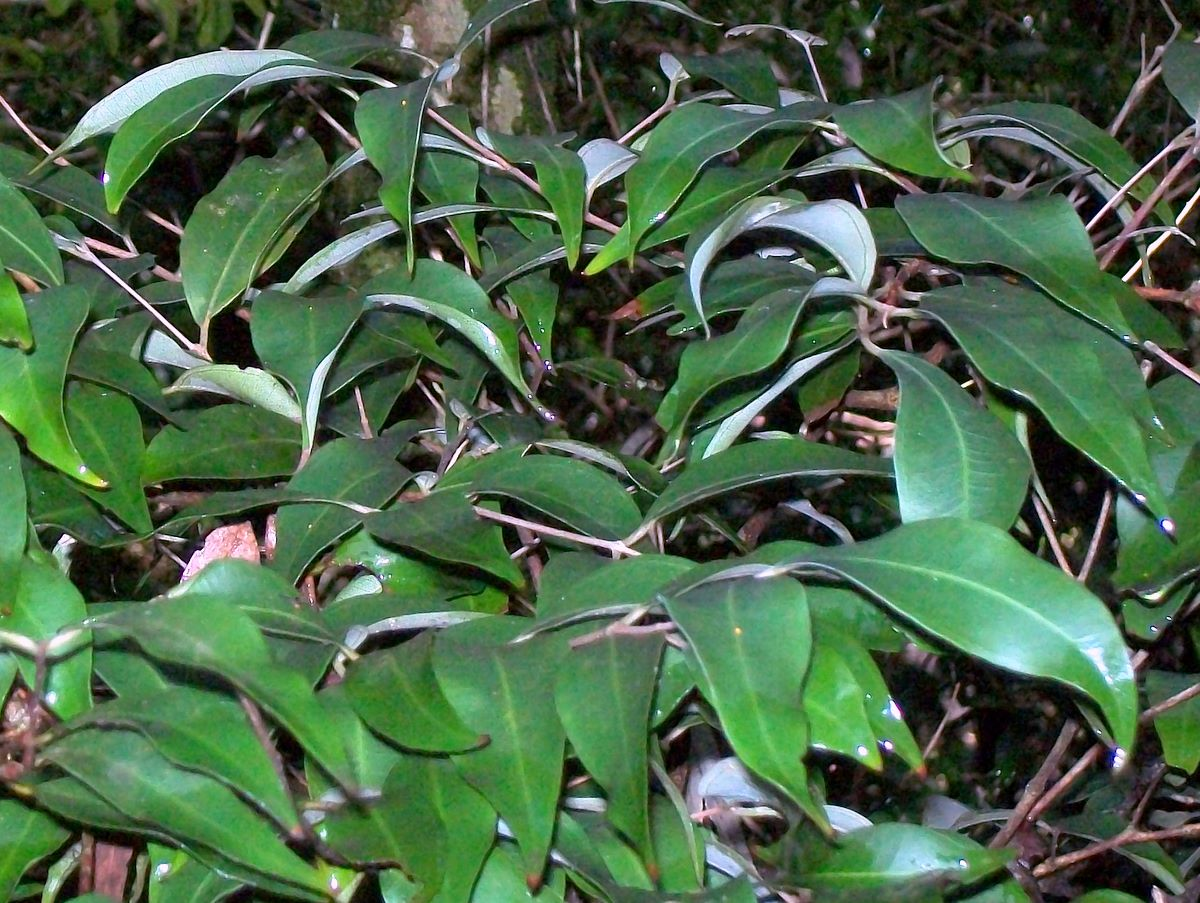
Gegenständige Laubblätter von Rhodamnia whiteana

Es gibt 20 oder 28 oder etwa 40, aber seit 2012 etwa 42 Rhodamnia-Arten:
- Rhodamnia acuminata C.T.White: Sie kommt in Queensland vor.[9]
- Rhodamnia andromedoides Guillaumin: Sie kommt in Neukaledonien vor.[9]
- Rhodamnia angustifolia N.Snow & Guymer: Sie kommt in Queensland vor.[9]
- Rhodamnia arenaria N.Snow: Sie kommt in Queensland vor.[9]
- Rhodamnia argentea Benth.: Sie kommt in New South Wales und Queensland vor.[9]
- Rhodamnia asekiensis N.Snow: Sie kommt nur in der Provinz Morobe in Papua-Neuguinea. Dort fand man sie in einem Sekundärwald in einer Höhenlage von etwa 1465 Metern.[1]
- Rhodamnia australis A.J.Scott: Sie kommt in Northern Territory und Queensland vor.[9]
- Rhodamnia blairiana F.Muell.: Sie kommt in Queensland vor. Mit zwei Varietäten.[9]
- Rhodamnia cinerea Jack: Sie ist in Indochina und im westlichen Malesien verbreitet.[9]
- Rhodamnia costata A.J.Scott: Sie kommt in Queensland vor.[9]
- Rhodamnia daymanensis N.Snow: Sie kommt in Papua-Neuguinea in der Provinz Milne Bay an den Nordhängen des Mount Dayman in den Maneau Bergen in mossigen Wäldern über metamorphen Gestein in einer Höhenlage von etwa 2250 Metern vor.[1]
- Rhodamnia dumetorum (DC.) Merr. & L.M.Perry: Sie kommt in Hainan, Indochina und auf der Insel Langkawi vor.[9]
- Rhodamnia dumicola Guymer & Jessup: Sie kommt in Queensland vor.[9]
- Rhodamnia fordii N.Snow: Sie kommt in Queensland vor.[9]
- Rhodamnia glabrescens Guymer & Jessup: Sie kommt in Queensland vor.[9]
- Rhodamnia glauca Blume (Syn.: Rhodamnia spongiosa (F.M.Bailey) Domin), Rhodamnia trinervia var. spongiosa F.M.Bailey: Sie kommt von Papua-Neuguinea bis ins nördliche und nordöstliche Queensland vor.[9]
- Rhodamnia hylandii N.Snow: Sie kommt im nördlichen Queensland vor.[9]
- Rhodamnia kamialiensis N.Snow & W. N.Takeuchi: Sie kommt auf Neuguinea vor.[9]
- Rhodamnia kerrii J.Parn. & NicLugh.: Sie kommt im nordöstlichen Thailand vor[9]
- Rhodamnia lancifolia A.J.Scott: Sie kommt auf Papua-Neuguinea vor.[9]
- Rhodamnia latifolia (Benth.) Miq.: Sie kommt auf Maluku und dem Bismarck-Archipel vor.[9]
- Rhodamnia longisepala N.Snow & A.J.Ford: Sie kommt in Queensland vor.[9]
- Rhodamnia maideniana C.T.White: Sie kommt in New South Wales und Queensland vor.[9]
- Rhodamnia makumak N.Snow: Sie kennt man nur aus der Provinz Milne Bay in Papua-Neuguinea aus Regenwäldern auf einem Plateau in einer Höhenlage von 350 Metern.[1]
- Rhodamnia moluccana Burret: Sie kommt auf den Molukken und dem Bismarck-Archipel vor.[9]
- Rhodamnia mulleri (Korth.) Blume: Sie kommt auf Borneo vor.[9]
- Rhodamnia novoguineensis A.J.Scott: Sie kommt auf Papua-Neuguinea und vielleicht in Queensland vor.[9]
- Rhodamnia pachyloba A.J.Scott: Sie kommt auf Maluku und dem westlichen Neuguinea vor.[9]
- Rhodamnia parviflora A.J.Scott: Sie kommt im westlichen Neuguinea vor.[9]
- Rhodamnia pauciovulata Guymer: Sie kommt in Queensland vor.[9]
- Rhodamnia reticulata A.J.Scott: Sie kommt im westlichen Neuguinea vor.[9]
- Rhodamnia rubescens (Benth.) Miq.: Sie kommt in New South Wales und Queensland vor.[9]
- Rhodamnia sepicana Diels: Sie kommt auf Maluku und den Salomonen.[9]
- Rhodamnia sessiliflora Benth.: Sie kommt in Queensland vor.[9]
- Rhodamnia sharpeana N.Snow: Sie kommt in Neuguinea und Queensland vor.[1]
- Rhodamnia tessellata Steenis ex A.J.Scott: Sie kommt in Sumatra vor.[9]
- Rhodamnia toratot N.Snow: Sie kennt man nur aus der Provinz Milne Bay in Papua-Neuguinea aus einem Sekundärwald.[1]
- Rhodamnia uniflora (Ridl.) Burkill: Sie kommt auf der Malaiischen Halbinsel und auf Borneo vor.[9]
- Rhodamnia waigeoensis N.Snow: Die 2012 erstbeschriebene Art kommt nur auf der indonesischen Insel Waigeo vor.[1]
- Rhodamnia whiteana Guymer & Jessup: Sie kommt in Queensland vor.[9]